# Marek Bartánus
Marek Bartánus (* 13. Februar 1987 in Liptovský Mikuláš, Tschechoslowakei) ist ein slowakischer Eishockeyspieler, der seit 2021 erneut beim HC Košice in der Extraliga unter Vertrag steht.

## Karriere
Marek Bartánus begann seine Karriere in seiner Heimatstadt beim Nachwuchs des MHk 32 Liptovský Mikuláš. Als 15-Jähriger wechselte er zum HC Košice, wo er zunächst ebenfalls im Nachwuchsbereich spielte und 2004 in der Extraliga debütierte. Beim NHL Entry Draft 2005 wurde er in der vierten Runde an insgesamt 92. Position vom Tampa Bay Lightning ausgewählt. Dort spielte er jedoch nie. Stattdessen schloss er sich der Owen Sound Attack aus der kanadischen Ontario Hockey League an, die ihn zuvor im CHL Import Draft 2005 an zehnter Stelle gezogen hatten. Bei dem Team spielte er insgesamt zwei Jahre und absolvierte insgesamt 120 Spiele. Er kehrte 2007 in die Slowakei zurück, wo er in den folgenden drei Jahren in Košice, beim HK Poprad und in seiner Heimatstadt Liptovský Mikuláš jeweils in der Extraliga spielte, deren Torschützenkönig er 2010 wurde. 2010 wechselte er nach Tschechien, wo er für den HC Sparta Prag und den HC Energie Karlovy Vary in der dortigen Extraliga spielte, bevor er im Oktober 2011 zum HC Slovan Bratislava wechselte, mit dem er 2012 slowakischer Meister wurde. Nach kurzen Engagements beim HK Skalica, beim HC Vítkovice, beim ŠHK 37 Piešťany und dem Schweizer HC Ajoie kehrte er Anfanf´g 2014 erneut nach Košice zurück und gewann dort 2014 und 2015 zwei weitere Landesmeisterschaften. 2017 zog es ihm zum HC 05 Banská Bystrica, mit dem er 2018 und 2019 ebenfalls slowakischer Meister wurde. Nachdem er die Spielzeit 2020/21 beim HK Dukla Michalovce verbracht hatte, kehrte er ein weiteres Mal zum HC Košice und gewann dort 2023 seinen sechsten nationalen Titel.

### International
Erste internationale Erfahrungen sammelte Bartánus bei der World U-17 Hockey Challenge 2004. Anschließend spielte er mit der U18-Nationalmannschaft bei der U18-Weltmeisterschaft 2005. Später trar er mit der U20-Auswahl bei den U20-Weltmeisterschaften 2006 und 2007 an.
Mit der A-Nationalmannschaft seines Heimatlandes nahm er an der Weltmeisterschaft 2016 teil.

## Erfolge und Auszeichnungen
- 2010 Torschützenkönig der Extraliga
- 2012 Slowakischer Meister mit dem HC Slovan Bratislava
- 2014 Slowakischer Meister mit dem HC Košice
- 2015 Slowakischer Meister mit dem HC Košice
- 2018 Slowakischer Meister mit dem HC 05 Banská Bystrica
- 2019 Slowakischer Meister mit dem HC 05 Banská Bystrica
- 2023 Slowakischer Meister mit dem HC Košice

## Karrierestatistik
Stand: Ende der Saison 2023/24
(Legende zur Spielerstatistik: Sp oder GP = absolvierte Spiele; T oder G = erzielte Tore; V oder A = erzielte Assists; Pkt oder Pts = erzielte Scorerpunkte; SM oder PIM = erhaltene Strafminuten; +/− = Plus/Minus-Bilanz; PP = erzielte Überzahltore; SH = erzielte Unterzahltore; GW = erzielte Siegtore; 1 Play-downs/Relegation; Kursiv: Statistik nicht vollständig)

### International
Vertrat die Slowakei bei:
| - U18-Weltmeisterschaft 2005 - U20-Weltmeisterschaft 2006 | - U20-Weltmeisterschaft 2007 - Weltmeisterschaft 2016 |